# Las Piedras (Pando)
Las Piedras ist eine Ortschaft im Departamento Pando im Tiefland des südamerikanischen Anden-Staates Bolivien.

## Lage im Nahraum
Las Piedras ist der bevölkerungsreichste Ort des Kanton Agua Dulce im Municipio Puerto Gonzales Moreno in der Provinz Madre de Dios. Die Ortschaft liegt auf einer Höhe von 139 m am linken Ufer des Río Beni, vierzehn Kilometer vor der Einmündung des Río Madre de Dios.

## Geographie
Las Piedras liegt im bolivianischen Teil des Amazonasbeckens an einem der Zuflüsse des Rio Madeira.
Die mittlere Durchschnittstemperatur der Region liegt bei 26 °C (siehe Klimadiagramm Riberalta) und schwankt nur unwesentlich zwischen rund 25 °C von April bis August und knapp 28 °C im Dezember. Der Jahresniederschlag beträgt etwa 1.300 mm, bei einer ausgeprägten Trockenzeit von Juni bis August mit Monatsniederschlägen unter 20 mm, und einer Feuchtezeit von Dezember bis Januar mit über 200 mm Monatsniederschlag.

## Verkehrsnetz
Las Piedras liegt 300 Kilometer Luftlinie und 448 Straßenkilometer östlich von Cobija, der Hauptstadt des Departamentos.
Von Cobija aus führt die 370 Kilometer lange Nationalstraße Ruta 13 nach Osten bis El Choro, von dort die Ruta 8 über 69 Kilometer nach Norden bis zur Stadt Riberalta am rechten Ufer des Río Beni gegenüber der Mündung des Río Madre de Dios. Von Riberalta aus führen dann zwei unbefestigte kurze Straßenstücke und eine Überquerung des Río Beni in westlicher Richtung über Las Piedras  weiter nach Puerto Gonzalo Moreno.

## Bevölkerung
Die Einwohnerzahl der Ortschaft ist in den vergangenen beiden Jahrzehnten auf etwa das Doppelte angestiegen:
| Jahr | Einwohner | Quelle       |
| ---- | --------- | ------------ |
| 1992 | 430       | Volkszählung |
| 2001 | 564       | Volkszählung |
| 2012 | 1 133     | Volkszählung |
| 2024 |           | Volkszählung |